# Українська Федерація
Українська Федерація (також Федерація Українців), у Сполучених Штатах, політична репрезентація американських українців 1915 — 1921, створена на першому Українському Сеймі у Нью-Йорку 30 — 31 жовтня 1915 з метою допомоги українському народові у його змаганнях за визволення. Українська федерація була від початку проальянтською на противагу до Американської Руської (Української) Народної Ради, створеної єпископом Стефаном Ортинським.
Першим головою був Володимир Сіменович; головні діячі: Мирослав Січинський, Микола Цеглинський, М. Репен. 
В Українській Федерації переважали соціалістичні впливи, а згодом і гостро антиклерикальні, у висліді чого Український Народний Союз відокремився і приєднався до конкуренційної організації — Української Ради.
Українська федерація влаштовувала політичні віча, вела грошеві збори на харитативні цілі й політичні акції в Україні, видавала інформативні брошури. У Вашингтоні діяло Інформаційне бюро.
У 1920 — 1921 впливи Української федерації зменшилися і вона припинила діяльність; частина її організацій влилася до Об'єднання Українських Організацій в Америці, а деякі діячі активізувалися в «Обороні України».